# Хьюз, Брайан
Брайан Хьюз (англ. Bryan Hughes; 19 июня 1976, Ливерпуль) — английский футболист и футбольный тренер.

## Карьера
Брайан Хьюз начал свою карьеру в 1994 году в клубе «Рексем», игра Хьюза в Кубке лиги обратила на себя внимание главного тренера клуба «Бирмингем Сити» Тревора Фрэнсиса, который предложил Хьюзу перейти в бирмингемский клуб. «Бирмингем» заплатил за трансфер полузащитника около 800 тысяч фунтов. Хьюз провёл за «Бирмингем» 7 сезонов, сыграв в 247 матчей и забив в них 34 мяча. Первые четыре сезона Хьюз был игроком основы «синих», но начиная с сезона 2001/02 он перестал попадать в стартовый состав, большую часть игр выходя на замену. В 2004 году, когда контракт с Хьюзом закончился, «Бирмингем» не захотел продлевать соглашение, и в июле месяце перешёл в клуб «Чарльтон Атлетик», подписав контракт на 3 года, Хьюз их и отыграл, а всего провёл за клуб 74 матча и забил 5 мячей, а также был автором решающего пенальти в ворота «Челси» в матче Кубка лиги, после которого рулевой «аристократов» Жозе Моуринью был уволен. После окончания контракта с «Чарльтоном» Хьюз перешёл в клуб «Халл Сити», подписав 29 июня 2007 года трёхлетний контракт.